# هيروشي أوتشيأإي
هيروشي أُوتشيأَإي (باليابانية: 落合 弘) (مواليد 28 فبراير 1946)، هو لاعب كرة قدم ياباني سابق كان يلعب كمدافع. سبق له أن لعب مع منتخب اليابان.

## وصلات خارجية
- هيروشي أوتشيأإي على موقع قاعدة بيانات كرة القدم.إي يو (الإنجليزية)
- هيروشي أوتشيأإي على موقع ناشيونال فوتبول تيمز (الإنجليزية)

- National Football Teams
- Japan National Football Team Database